# NGC 7678
NGC 7678 is een balkspiraalstelsel in het sterrenbeeld Pegasus. Het hemelobject werd op 15 september 1784 ontdekt door de Duits-Britse astronoom William Herschel.

## Synoniemen
- UGC 12614
- IRAS 23259+2208
- MCG 4-55-17
- VV 359
- ZWG 476.45
- Arp 28
- KUG 2325+221
- KAZ 336
- PGC 71534